# Sondre Sørli
Sondre Sørli (ur. 30 października 1995 w Kristiansund) – norweski piłkarz występujący na pozycji skrzydłowego w norweskim klubie FK Bodø/Glimt.

## Kariera klubowa

### Kristiansund BK
W 2012 roku dołączył do akademii Kristiansund BK. W 2014 roku został przesunięty do pierwszego zespołu. Zadebiutował 24 kwietnia 2014 w meczu Pucharu Norwegii przeciwko Brattvåg IL (0:3). W OBOS-ligaen zadebiutował 6 kwietnia 2015 w meczu przeciwko Ranheim Fotball (0:0). Pierwszą bramkę zdobył 28 sierpnia 2016 w meczu ligowym przeciwko Levanger FK (1:3). W sezonie 2016 jego zespół zajął pierwsze miejsce w tabeli i awansował do najwyższej ligi. W Eliteserien zadebiutował 1 kwietnia 2017 w meczu przeciwko Molde FK (0:1). Pierwszą bramkę w lidze zdobył 21 maja 2017 w meczu przeciwko FK Haugesund (3:2).

### FK Bodø/Glimt
17 marca 2021 podpisał czteroletni kontrakt z klubem FK Bodø/Glimt. Zadebiutował 9 maja 2021 w meczu Eliteserien przeciwko Tromsø IL (3:0). Pierwszą bramkę zdobył 12 maja 2021 w meczu ligowym przeciwko Kristiansund BK (0:2).

## Statystyki
(aktualne na dzień 21 września 2021)
| Klub               | Sezon              | Liga               | Liga  | Liga   | Puchar kraju | Puchar kraju | Suma  | Suma   |
| Klub               | Sezon              | Liga               | Mecze | Bramki | Mecze        | Bramki       | Mecze | Bramki |
| ------------------ | ------------------ | ------------------ | ----- | ------ | ------------ | ------------ | ----- | ------ |
| Kristiansund BK    | 2014               | OBOS-ligaen        | 0     | 0      | 1            | 0            | 1     | 0      |
| Kristiansund BK    | 2015               | OBOS-ligaen        | 8     | 0      | 2            | 0            | 10    | 0      |
| Kristiansund BK    | 2016               | OBOS-ligaen        | 12    | 2      | 0            | 0            | 12    | 2      |
| Kristiansund BK    | 2017               | Eliteserien        | 23    | 3      | 3            | 0            | 26    | 3      |
| Kristiansund BK    | 2018               | Eliteserien        | 23    | 1      | 3            | 1            | 26    | 2      |
| Kristiansund BK    | 2019               | Eliteserien        | 23    | 5      | 2            | 1            | 25    | 6      |
| Kristiansund BK    | 2020               | Eliteserien        | 27    | 3      | 0            | 0            | 27    | 3      |
| Kristiansund BK    | Ogólnie            | Ogólnie            | 116   | 14     | 11           | 2            | 127   | 16     |
| FK Bodø/Glimt      | 2021               | Eliteserien        | 11    | 3      | 0            | 0            | 11    | 3      |
| FK Bodø/Glimt      | Ogólnie            | Ogólnie            | 11    | 3      | 0            | 0            | 11    | 3      |
| Ogólnie w karierze | Ogólnie w karierze | Ogólnie w karierze | 127   | 17     | 11           | 2            | 138   | 19     |

## Sukcesy

### Kristiansund BK
- Mistrzostwo OBOS-ligaen (1×): 2016